# 山葉寅楠
山葉 寅楠（やまは とらくす、1851年5月20日（嘉永4年4月20日） - 1916年（大正5年）8月8日）は、日本楽器製造株式会社（現在のヤマハ株式会社）の創業者。日本における初期のオルガン（リード・オルガン）製造者の一人であり、日本のピアノ製造業の創始者の一人でもある。

## 来歴・人物
嘉永4年（1851年）4月20日、紀州藩の下級武士だった山葉孝之助の三男として生まれる。父が紀州藩で天文係を務めていたこともあり、幼少の頃から機械いじりが得意であった。また16歳頃には剣術修行に出て、大和の小野派一刀流の師範・澤田孝友のもとで腕を磨いたという。二刀流にも造詣があったという。だが、後に職人の道を歩むこととなる。
明治維新後の1871年に長崎に出て英国人のもとで時計の修繕法を学び、その後大阪の医療器具店に勤め医療器具の修理工として働いた。1884年から浜松支店に駐在していたが医療器具の修理だけではなく、時計をはじめとした機械器具全般の修理などを請け負っていた。1887年に浜松尋常小学校（現在の浜松市立元城小学校）アメリカ製オルガンの修理を手がけたことからその構造を学び、1888年に日本最初の本格的オルガンの製造に成功した。
1889年に合資会社山葉風琴製造所を設立した。1891年には山葉風琴製造所が出資引き揚げにより解散するが、河合喜三郎らと共同で「山葉楽器製造所」を設立した。1897年10月12日に資本金10万円で日本楽器製造株式会社（現ヤマハ）に改組し初代社長となった。
1899年、アメリカへ5か月間の視察旅行に出た。キンボールやメイソン・アンド・ハムリン、スタインウェイ・アンド・サンズなどを視察し、1900年にアップライトピアノを製作。
1902年3月、緑綬褒章を受章した。浜松鉄道（後の遠州鉄道奥山線）の取締役も務めた。河合楽器製作所創始者の河合小市、山葉直吉（寅楠の養子）を育てた。
1911年、浜松市会議員当選、浜松市会副議長に就任。
1916年8月8日、死去。享年66（満65歳没）。

## オルガン製造

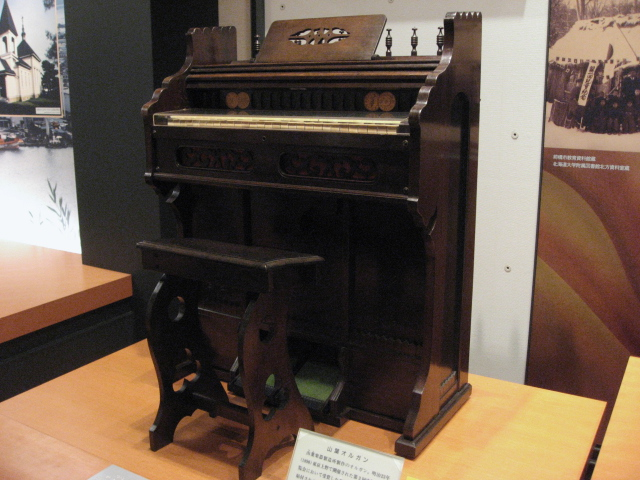
山葉楽器製造所 オルガン

浜松尋常小学校のオルガンは1887年にアメリカから輸入され寄付されたリードオルガンで45円であったという。山葉は修理の際にこの構造を模写し「自分は3円で造る自信がある」と言ったという。
当時浜松で飾り職人をしていた河合喜三郎と協力し2ヶ月後にオルガンを完成させたが、浜松の小学校や静岡の師範学校での評価は低かった。そこで東京の音楽取調所（現東京藝術大学）までオルガンを運んだ。東海道線が全通していなかった当時、オルガンを担いで徒歩で箱根峠を越えての上京だったという。音楽取調所御用掛・伊澤修二の評価は、「調律が不正確」というものだった。音階や調律の知識のなかった山葉は1ヶ月かけて音楽取調所で音楽理論を学び、河合喜三郎の私財をもってオルガン第2号を製作した。
1890年に第3回内国勧業博覧会（上野）にオルガンを出品し2等賞（オルガンでは1位、2位は西川虎吉のオルガンであった）。

## エピソード
- 事業に対する姿勢として「自分は品物を販売するに掛引をせぬ。生産費を控除して代価を定め決して暴利を貪らぬ、而して品質に対しては絶対的責任を負ぶるを信条として、社会の信用を博する覚悟である」と語っていた[5]。

## 親族
- 父・山葉孝之助 - 藩世襲の天文係で、地図の作成・名橋の架設・カラクリ人形の考案といった篤学の技師だった[4]。
- 妻・のぶ（1864年生） - 靜岡県士族・辻高久の三女[6]
- 長男・正雄（1889年生） - オルガン開発の多大なる協力者であり、子供のなかった金物加工店・河合喜三郎の養子となる[4]。
- 次男・良雄（1893年生）[6]
- 長女・静江（1895年生） - 婿養子に順之助（1886年生。茨城県平民・吉川定吉の長男）を迎える[6]。
- 次女・幸（1897年生） - 夫の林慶吉 (1886年生、神戸高等商業学校卒)は日本楽器製造、山葉洋行の取締役[7]
- 姪の夫・山葉直吉
- 遠縁・椎野秀聰 - 本人談によると椎野の叔父の祖父がヤマハ創業者[8]